# كارلوس أنطونيو ميلينديز
كارلوس أنطونيو ميلينديز (بالإسبانية: Carlos Antonio Meléndez)‏ (12 نوفمبر 1956 بسان سلفادور في السلفادور - ) هو مدرب كرة قدم ولاعب كرة قدم سلفادوري في مركز حراسة المرمى. شارك مع منتخب السلفادور لكرة القدم. أما مع النوادي، فقد لعب مع نادي أليانزا ‏ وأتلتيكو مارته ‏ وC.D. Platense Municipal Zacatecoluca ‏ وC.D. Sonsonate ‏ ونادي لويس أنخيل فيربو.